# Kartoteka procesów o czary

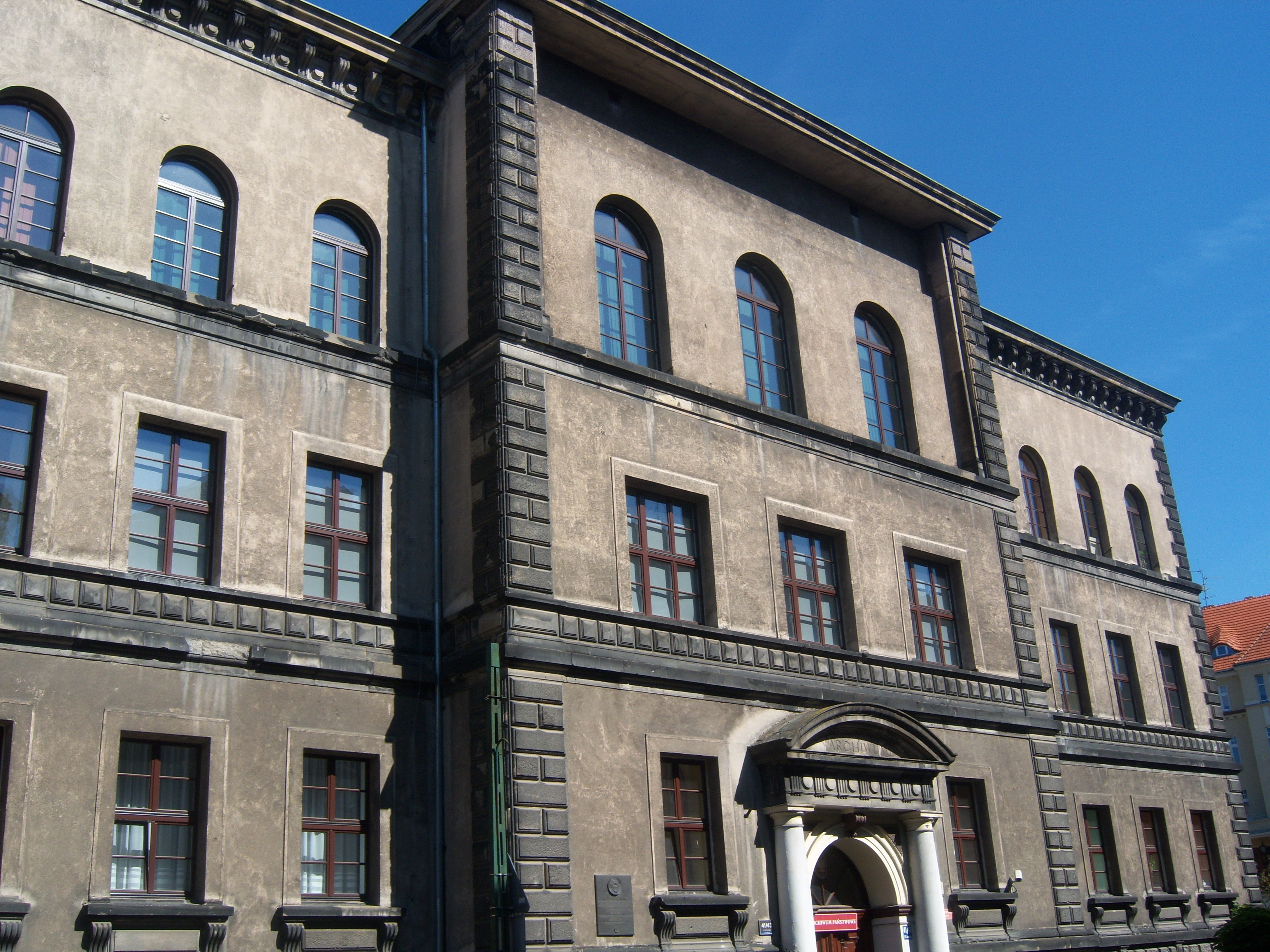
Miejsce przechowywania – Archiwum Państwowe w Poznaniu

Kartoteka procesów o czary (niem. Hexenkartothek) – zespół materiałów archiwalnych o pełnej nazwie: Główny Urząd Bezpieczeństwa Rzeszy SS Wydział Archiwalny – komórka do spraw badań procesów o czary, przechowywanych w Archiwum Państwowym w Poznaniu.

## Charakter zbioru
Zbiór, który według wielu historyków jest unikatem na skalę światową, liczy 3884 jednostki archiwalne i dotyczy procesów o czary z lat 385–1940, zebranych z Europy, Stanów Zjednoczonych, Turcji, Meksyku i Indii. 49 przypadków dotyczy terenów Polski, w tym najwięcej Wągrowca (34). W kilku z nich miejscem procesu był Poznań. Dokumenty opisują przebieg procesów, tortur i egzekucji osób w szeroko rozumiany sposób posądzanych o uprawianie czarów.
Dla każdej z sądzonych osób zakładano osobne karty, a dla miejscowości odrębne skoroszyty. Łącznie stworzono 34 tysiące kart z danymi.

## Historia
Zbiór został zebrany przez specjalną jednostkę SS – ośmioosobowe H-Sonderkommando, gdzie litera H pochodzi od niemieckiego wyrazu Hexe (Czarownica). Komórka powstała w 1935 i była pod szczególnym nadzorem Heinricha Himmlera, który pasjonował się jej dokonaniami. Zespołowi przewodniczył dr Rudolf Levin. Badania przeprowadzane przez H-Sonderkommando dotyczyły początkowo tylko terenów Niemiec, ale z czasem zainteresowania rozciągnięte zostały na cały świat. Ostatecznie działalność zakończono w 1944.
Prawdopodobnym źródłem powstania nietypowej komórki badawczej były okultystyczne zainteresowania samego Himmlera. Towarzyszącym powodem mogła być chęć znalezienia dowodów na wynaturzenia w Kościele katolickim, zwalczanym przez reżim hitlerowski. Niektórzy badacze zakładają, że była nim chęć zdobycia wiedzy na temat technik wymuszania zeznań.
Dokumenty zebrane przez H-Sonderkommando zostały odnalezione i zabezpieczone przez UB na terenie Sławy Śląskiej w 1946. W całości przekazano je do poznańskiego Archiwum Państwowego. O zbiorze tym (a zwłaszcza zgromadzonych w nim rycinach i ilustracjach z XV-XIX wieku), pisała w 2019 Bożena Ronowska w książce Czarownice Himmlera. Z niemieckiej kartoteki procesów o czary.

## Nawiązania literackie
Do Kartoteki… nawiązują wątki powieści Kryptonim Posen autorstwa Piotra Bojarskiego (2011) oraz powieści Wiedźmy Himmlera autorstwa Katarzyny Marciszewskiej (2017).